# Wavrille
Wavrille är en kommun i departementet Meuse i regionen Grand Est (tidigare regionen Lorraine) i nordöstra Frankrike. Kommunen ligger i kantonen Damvillers som tillhör arrondissementet Verdun. År 2022 hade Wavrille 48 invånare.

## Befolkningsutveckling
Antalet invånare i kommunen Wavrille
| Referens: INSEE |